# Здание торгового дома «Эсдерс и Схейфальс»
Здание торгового дома «С. Эсдерс и К. Схеффальс» («Дом у Красного моста», «Au Pont Rouge») — историческое здание в Санкт-Петербурге, расположенное по адресу набережная реки Мойки, 73, на углу Гороховой улицы, 15, перед Красным мостом через Мойку. Дом построен в 1906—1907 годах по проекту архитекторов Владимира Липского и Константина де Рошфора для компании «Эсдерс и Схеффальс». В 1919 году здание было национализировано, в нём разместилась швейная фабрика. В 1930-х угловая башня с куполом и шпилем были снесены, восстановлены в 2008—2011 годах.

## Предыстория

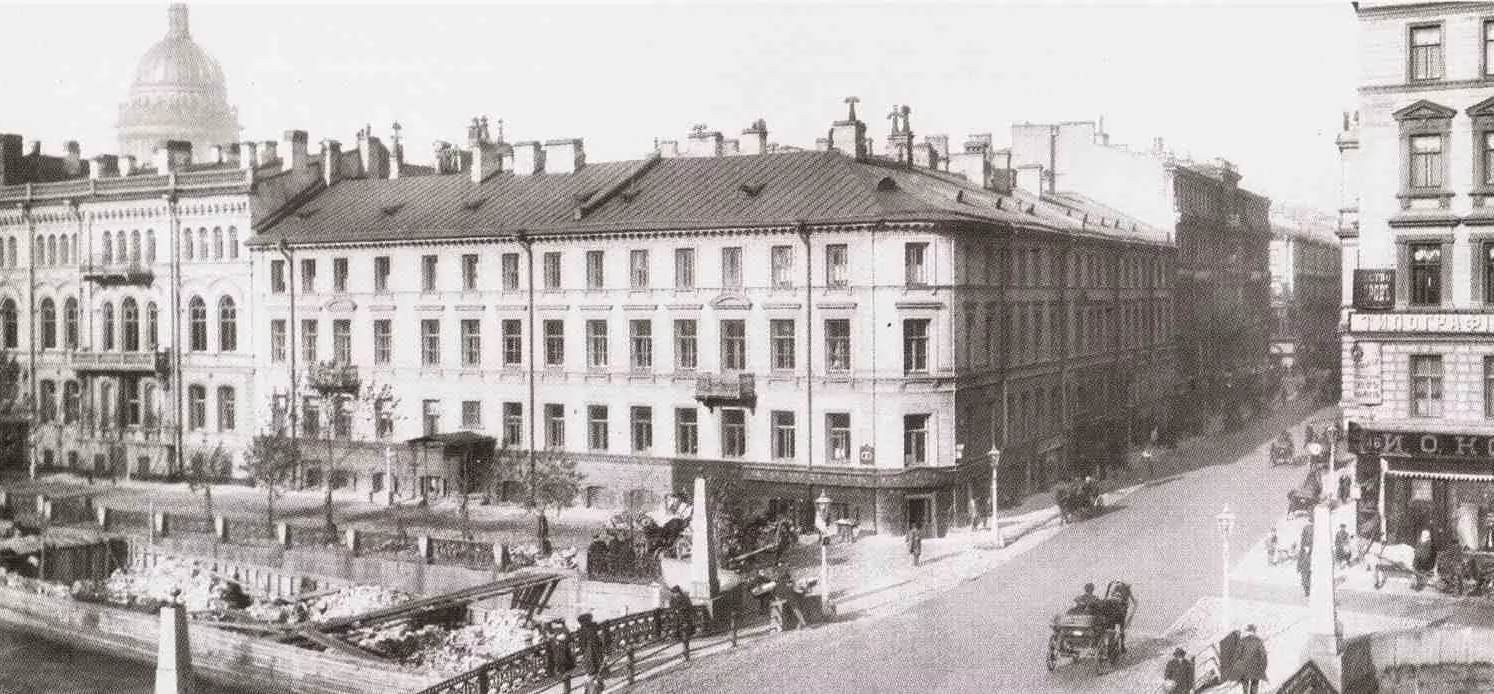
Вид улицы до 1905 года

В первой половине XVIII века территория принадлежала В. Я Новосильцеву. К 1746 году на участке стоял каменный дом, в том же году участок Новосильцева был разделён.
В середине XVIII века территорией владел Фридрих фон Бремер. В 1778 году он продал её Крестьяну Федорову (Христиану Фридриху) Поппе, а в 1783 году жена Поппе, Авдотья Федоровна, продала дом в уплату долгов портному Карлу Гейдеману, который владел домом как минимум до 1800 года. Следующим владельцем здания был Николай Дмитриевич Меншиков, далее — его сын и внук.
В 1842 году у здания было три этажа с полуподвалом. По проекту, подписанному П. И. Габерцеттелем, в доме разрешили построить балкон. В 1860 году И. И. Цим спроектировал перештукатурку фасадов дома, во дворе строятся каменные службы. В 1861 году А. А. Докушевский установил в здании фотопавильон, и как минимум до 1890 года в доме работало фотоателье Иоганна Абрагамсона.
С 1870 года в доме была центральная гомеопатическая аптека, с 1890-х годов помещения занимала гомеопатическая лечебница. Квартиры сдавались в аренду, в одной из них жил врач-гомеопат А. Ф. Флеминг.

## История

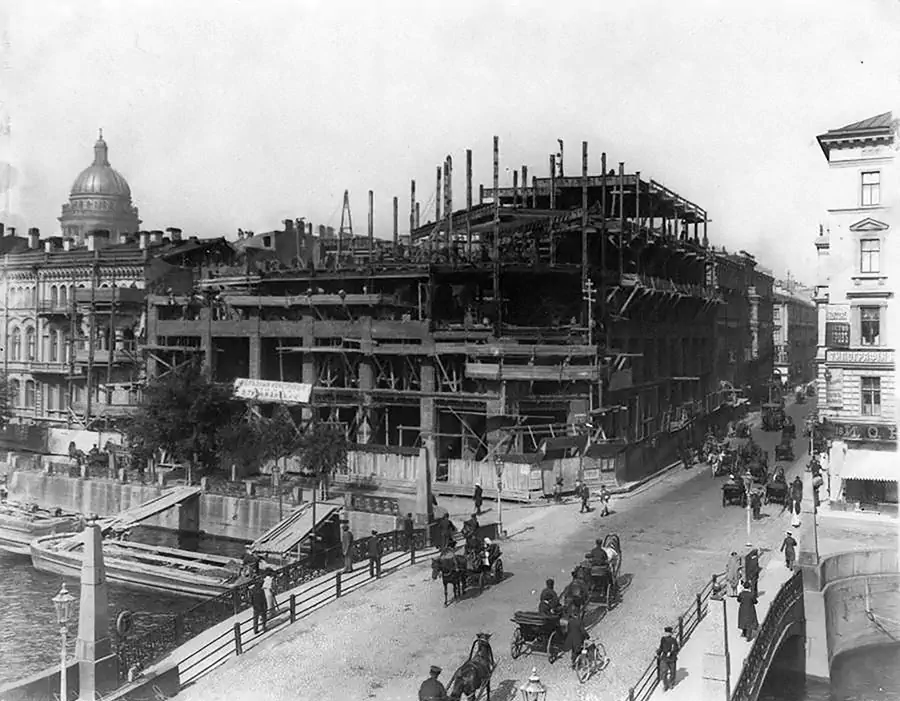
Строительство торгового дома «Эсдерс и Схейфальс», 1906 год

В начале 1905 года бельгийский коммерсант С. Эсдерс и голландский подданный Н. Схейфальс получили разрешение построить на месте дома № 15 по Гороховой улице пятиэтажное здание с мансардой для размещения в нём своего торгового дома. Здание по проекту Владимира Липского и Константина де Рошфора было построено в 1906—1907 годах. Его основу составлял металлический каркас весом 70 000 пудов (1120 тонн), изготовленный заводом Э. Тильманса. Это один из первых опытов использования в городе подобной конструкции. Прообразом огромного магазина послужил дом компании «Зингер», сооруженный на Невском проспекте архитектором Павлом Сюзором.
До революции функционировал как Торговый дом «С. Эсдерс и К. Схейфальс», также известный как Дом у Красного моста. Вывески на здании были на русском и французском языках — французское название указывалось как Au Pont Rouge.
В течение десяти лет, до 1917 года считался самым модным и богатым торговым предприятием, предлагавшим комфортные условия и широкий товарный ассортимент для состоятельных покупателей Петербурга. Среди клиентов магазина были члены императорской семьи, включая императрицу Александру Федоровну, супругу императора Николая II.
В 1919 году здание было национализировано, и 23 июля того  же года Совет народного хозяйства Северного района передал его Центральной швейной фабрике по производству мужской одежды. В ноябре 1922 года решением Петросовета фабрике было присвоено имя революционера Володарского. В годы Великой Отечественной войны фабрика не прекращала работать, выполняя заказы фронта. К 1964 году в состав входило несколько крупных фабрик, что позволило через некоторое время реорганизовать предприятие в масштабное Ленинградское промышленно-торговое объединение имени Володарского.
В апреле 1992 года фабрика была реорганизована в акционерное общество закрытого типа FOSP («Фабрика одежды Санкт-Петербурга»). С декабря 2007 года компания выступает на рынке под названием «БТК групп».

## Внешний вид

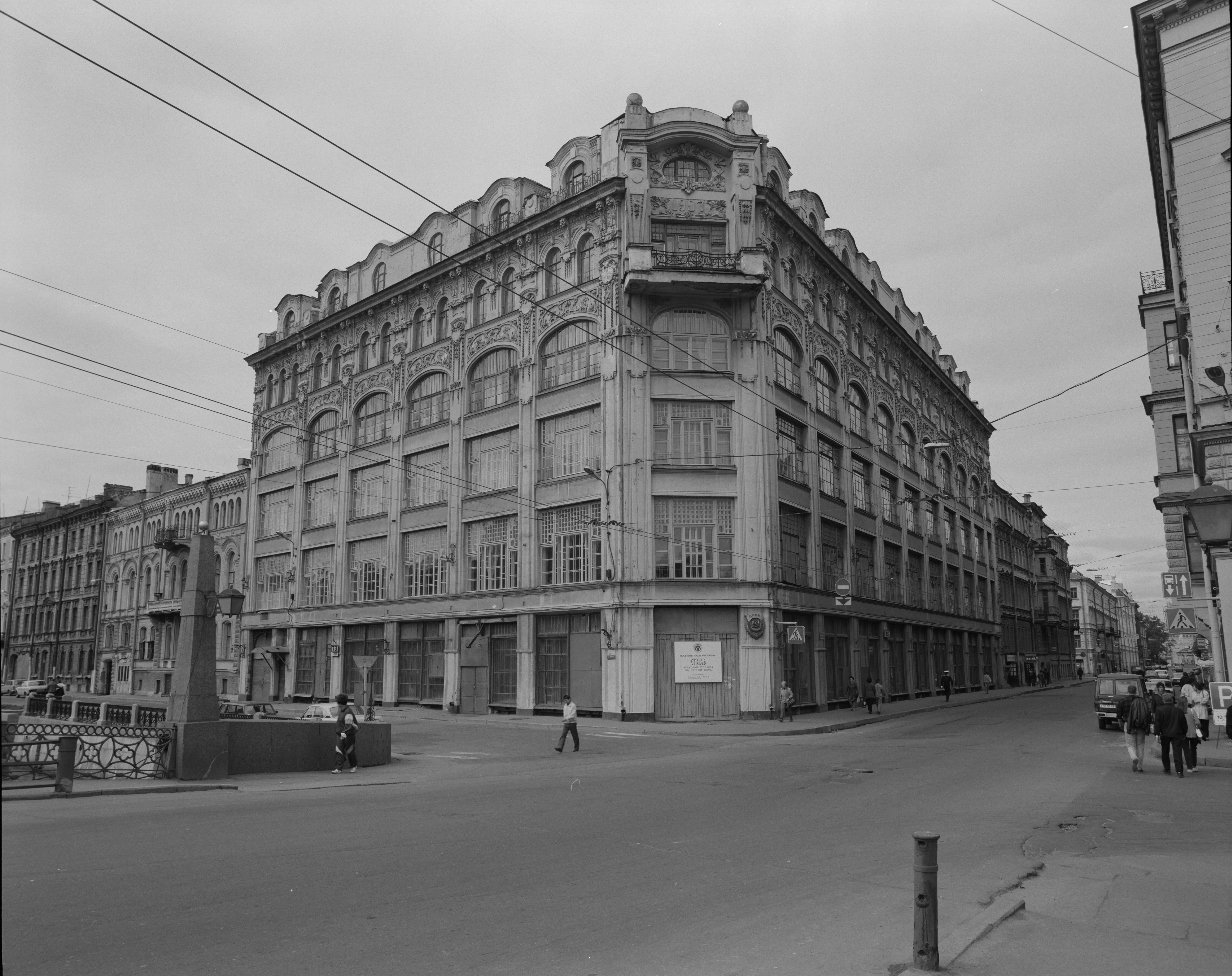
Здание без купола со шпилем, 1996 год

Яркий пример рационалистического модерна. Здание декорировано штукатурными украшениями. Чёткая геометрия фасада создана огромными окнами и узкими простенками. На нижних трёх этажах прямоугольные окна, на четвёртом у них полукруглое завершение (и над ними расположены кувшинки, а на простенках от медальонов спускаются гирлянды), на пятом оконные проёмы сдвоены, на мансардном этаже у окон подковообразная форма. На невысоком аттике со стороны Гороховой расположены имена владельцев. Угол срезан, что создаёт плавный переход от улицы к набережной.
Изящная башня, увенчанная стеклянным куполом, украшена шпилем в виде кадуцея. Внутри находился холл-атриум. В 1930-е годы башня с куполом и шпилем были снесены, по одной версии — из-за «аварийного состояния», по другой — здание лишилось шпиля, как и многие другие здания эпохи модерна и эклектики в Ленинграде, так как он мешал прохождению телевизионного сигнала, по третьей версии — шпиль был убран, чтобы не портить вид на Адмиралтейскую башню.
В 2009—2014 годах компания «БТК-Девелопмент» провела капитальный ремонт здания, были восстановлен купол со шпилем и оригинальная вывеска универмага на французском и русском языках (с дореволюционной орфографией).

## Галерея

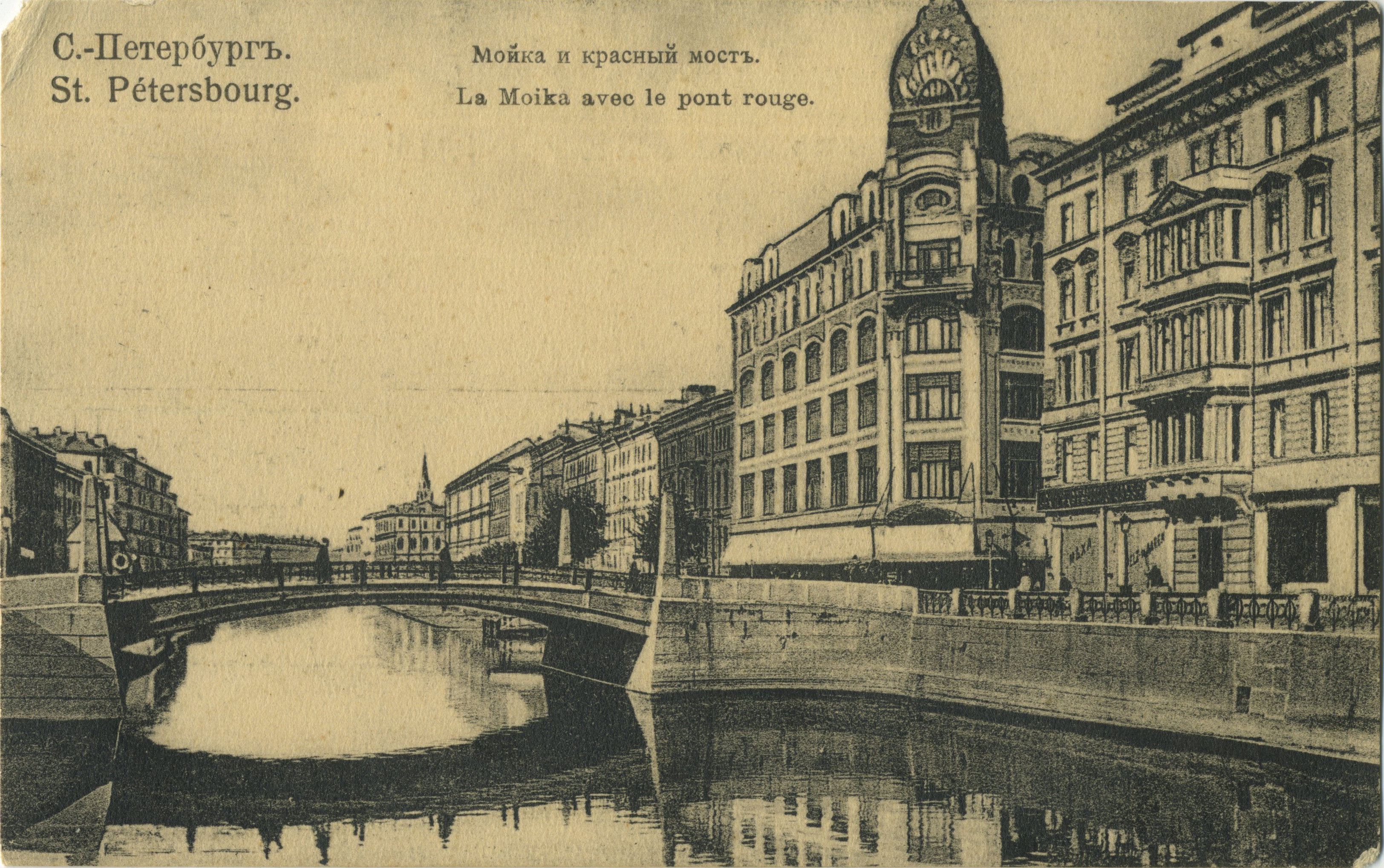
Торговый дом в начале XX века
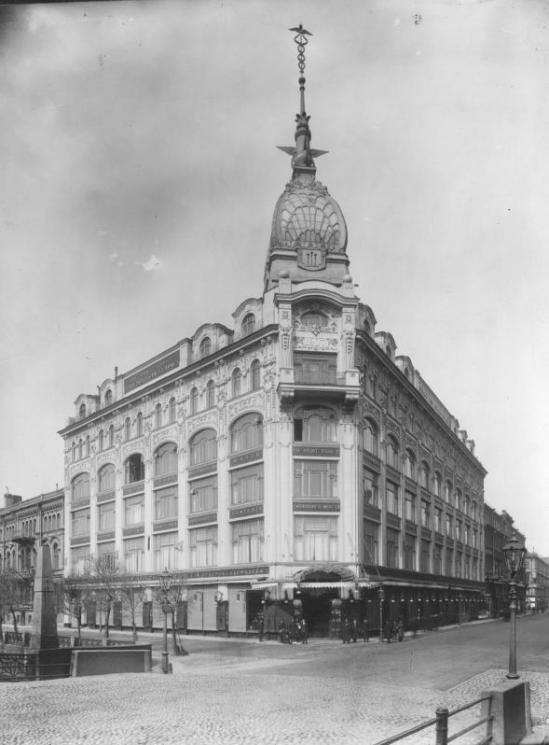
Торговый дом «Эсдерс и Схейфальс» в 1907 году
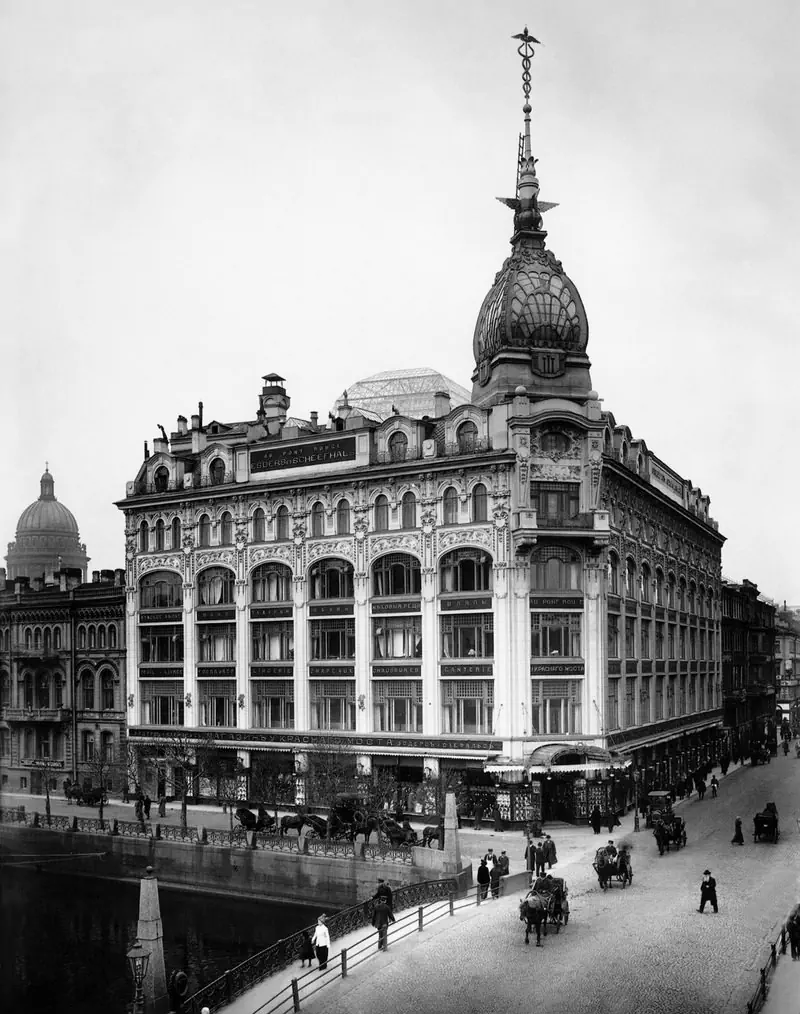
Торговый дом «Эсдерс и Схейфальс» в 1913 году
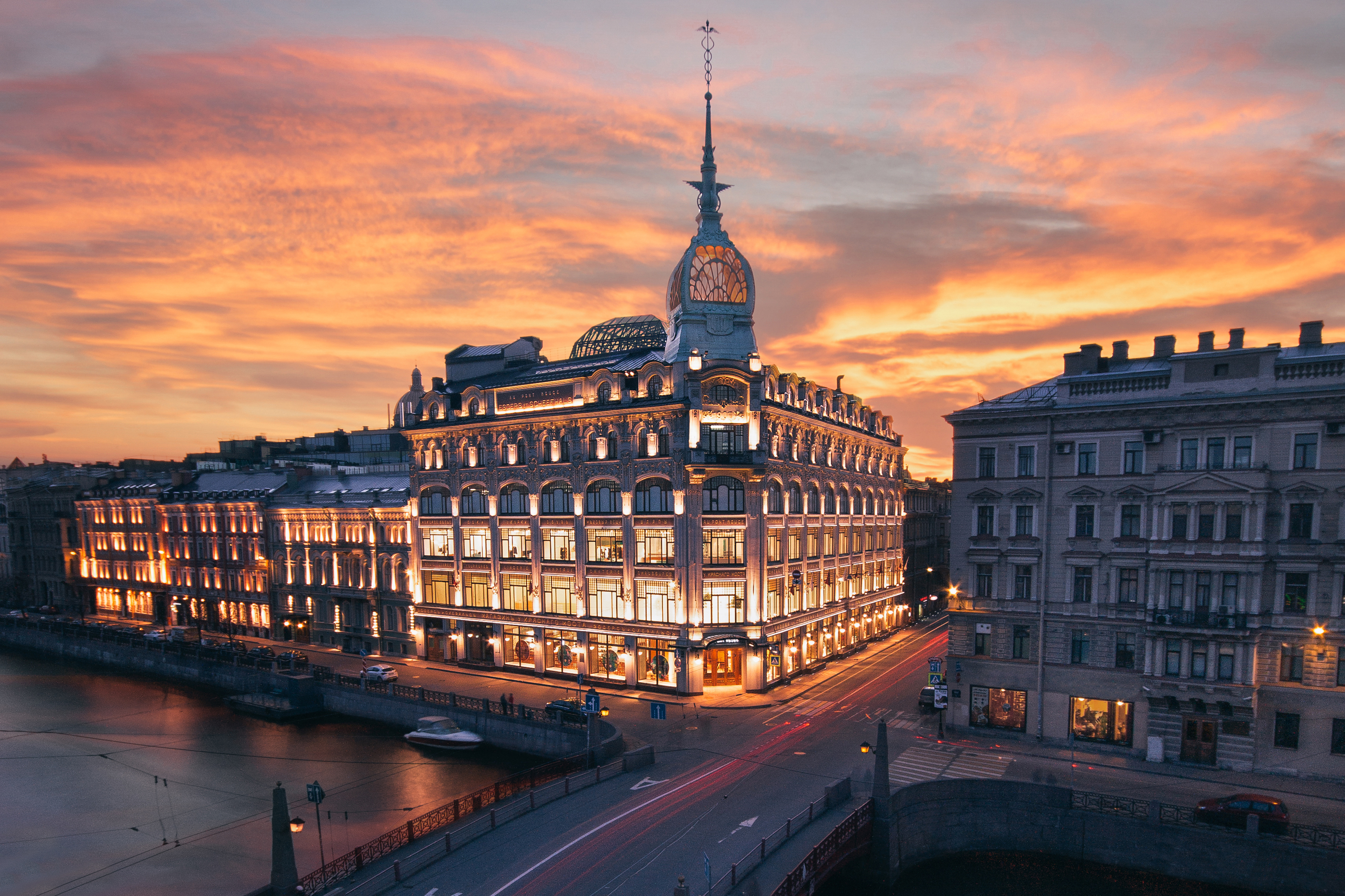
Универмаг «У Красного Моста» в 2016 году